# Pacific Palisades (film)
Pour les articles homonymes, voir Pacific Palisades.
Pour plus de détails, voir Fiche technique et Distribution.
Pacific Palisades est un film franco-américain de Bernard Schmitt sorti en 1990.

## Synopsis
Bernadette décide de changer de vie, elle plaque tout et part pour Los Angeles espérant y rencontrer bonheur, argent, amour. Elle réussit, non sans peine, à trouver un emploi de serveuse et tombe amoureuse de Ben le beau cowboy…

## Fiche technique
- Réalisation : Bernard Schmitt
- Scénario : Bernard Schmitt et Marion Vernoux
- Directeur de la photographie : Martial Barrault
- Musique : Jean-Jacques Goldman
- Producteur : Lise Fayolle et Bernard Verley
- Année : 1989
- Tournage : Paris et Los Angeles (septembre/novembre 1989)[1].
- Genre : comédie
- Durée : 92 min
- Pays :  France
- Date de sortie en salle : 28 mars 1990 (France)

## Distribution
- Sophie Marceau : Bernadette
- Adam Coleman Howard : Ben
- Anne E. Curry : Liza
- Toni Basil : Désirée
- André Weinfeld : Le Frenchie
- Virginia Capers : Shirley
- Caroline Grimm : Marion
- Maaike Jansen : la mère
- Isabelle Mergault : Sandrine
- Gérard Surugue : Rémi
- Michel Amphoux : le portier